# Sargus polychromus
Sargus polychromus är en tvåvingeart som beskrevs av James 1982. Sargus polychromus ingår i släktet Sargus och familjen vapenflugor.
Artens utbredningsområde är Costa Rica. Inga underarter finns listade i Catalogue of Life.